# خط طول 101° شرق
خط طول 101° شرق هو أحد خطوط الطول الجغرافية، والتي تمتد من القطب الشمالي الجغرافي إلى القطب الجنوبي الجغرافي، وحسب التحويل الزمني يتقدم خط طول 101° شرق عن خط غرينتش بـ6 ساعات و44 دقيقة.

## من القطب إلى القطب
ينطلق خط طول 101° شرق من القطب الشمالي نحو القطب الجنوبي مرورا بالمناطق التي ترد في الجدول التالي:
| الإحداثيات                           | البلد أو الإقليم أو البحر | ملاحظات |
| ------------------------------------ | ------------------------- | --- |
| 90°0′N 101°0′E / 90.000°N 101.000°E  | المحيط المتجمد الشمالي    | |
| 80°32′N 101°0′E / 80.533°N 101.000°E | بحر لابتيف                | |
| 78°57′N 101°0′E / 78.950°N 101.000°E | روسيا                     | كراسنويارسك كراي — جزيرة البلاشفة, سيفيرينيا زيمليا |
| 78°6′N 101°0′E / 78.100°N 101.000°E  | بحر كارا                  | |
| 76°32′N 101°0′E / 76.533°N 101.000°E | روسيا                     | كراسنويارسك كراي إركوتسك أوبلاست — من 57°52′N 101°0′E / 57.867°N 101.000°E بورياتيا — من 52°47′N 101°0′E / 52.783°N 101.000°E |
| 51°36′N 101°0′E / 51.600°N 101.000°E | منغوليا                   | |
| 42°38′N 101°0′E / 42.633°N 101.000°E | جمهورية الصين الشعبية     | منغوليا الداخلية قانسو — من 38°59′N 101°0′E / 38.983°N 101.000°E تشينغهاي — من 37°56′N 101°0′E / 37.933°N 101.000°E Gansu — من 34°22′N 101°0′E / 34.367°N 101.000°E Qinghai — من 33°57′N 101°0′E / 33.950°N 101.000°E سيتشوان — من 32°38′N 101°0′E / 32.633°N 101.000°E يونان (الصين) — من 27°23′N 101°0′E / 27.383°N 101.000°E |
| 21°42′N 101°0′E / 21.700°N 101.000°E | ميانمار (Burma)           | |
| 21°23′N 101°0′E / 21.383°N 101.000°E | لاوس                      | |
| 19°37′N 101°0′E / 19.617°N 101.000°E | تايلاند                   | |
| 17°49′N 101°0′E / 17.817°N 101.000°E | لاوس                      | لحوالي 2 km |
| 17°48′N 101°0′E / 17.800°N 101.000°E | تايلاند                   | لحوالي 3 km |
| 17°46′N 101°0′E / 17.767°N 101.000°E | لاوس                      | لحوالي 4 km |
| 17°44′N 101°0′E / 17.733°N 101.000°E | تايلاند                   | لحوالي 13 km |
| 17°37′N 101°0′E / 17.617°N 101.000°E | لاوس                      | لحوالي 5 km |
| 17°34′N 101°0′E / 17.567°N 101.000°E | تايلاند                   | |
| 12°39′N 101°0′E / 12.650°N 101.000°E | خليج تايلاند              | |
| 6°51′N 101°0′E / 6.850°N 101.000°E   | تايلاند                   | |
| 6°16′N 101°0′E / 6.267°N 101.000°E   | ماليزيا                   | |
| 5°50′N 101°0′E / 5.833°N 101.000°E   | تايلاند                   | لحوالي 6 km |
| 5°46′N 101°0′E / 5.767°N 101.000°E   | ماليزيا                   | |
| 3°39′N 101°0′E / 3.650°N 101.000°E   | مضيق ملقا                 | |
| 2°18′N 101°0′E / 2.300°N 101.000°E   | إندونيسيا                 | جزيرة سومطرة |
| 2°27′S 101°0′E / 2.450°S 101.000°E   | المحيط الهندي             | |
| 60°0′S 101°0′E / 60.000°S 101.000°E  | المحيط الجنوبي            | |
| 65°24′S 101°0′E / 65.400°S 101.000°E | القارة القطبية الجنوبية   | الإقليم الأسترالي في القارة القطبية الجنوبية, المطالب الإقليمية بالقارة القطبية الجنوبية by أستراليا |